# Донжон кула
Донжон кула је термин који се користи у архитектури средњовековних утврђења да би се означила најјача кула у утврђењу односно место последње одбране тј. својеврсно утврђење у утврђењу. Под овим термином се подразумевала самостална великашка кула која је чинила целокупно утврђење односно око које није било каменог бедема.

## Назив
Име је добила по старофранцуској речи donjon од које је касније настала реч тамница. Овај назив се повезује са чињеницом да су ове куле као најчуваније и самим тим најбезбедније место, биле најбоља локација за утамничење заробљеника.

## Карактеристике
Код донжон кула није постојао никакав стандард нити специфичан нацрт који би се могао приказати као општи план. Међутим као општа карактеристика ових кула истиче се њихова величина на првом месту и улази у њих на другом месту. По димензијама, изгледу, али и дебљини зидова ове куле су се јасно издвајале од осталих у утврђењу. Увек су биле камене четворостране и неретко једине такве у целом утврђењу (код нас). Као њихова друга карактеристика истичу се улази у њих који никада нису у нивоу земље или бедема већ се њима увек прилазило помоћу додатних степеница или рампи које су увек биле дрвене, чиме је омогућено брзо онеспособљавање приступа улазу, а самим тим и продор у кулу.